# Rico Rodriguez
Rico Rodriguez (* 31. července 1998, College Station, Texas, Spojené státy americké) je americký herec. Nejvíce se proslavil rolí Mannyho Delgada v sitcomu televizní stanice ABC s názvem Taková moderní rodinka. Je mladším bratrem herečky Raini Rodriguez. V roce 2012 byla publikovaná jeho kniha Reel Life Lessons...So Far.

## Životopis
Narodil se v Bryanu v Texasu. Je synem Diane a Roye Rodrigueze, který vlastní podnik Rodriguez Tire Service. Má bratry Raye a Roye, Jr. a sestru Raini.

## Kariéra
Původně vůbec neplánoval stát se hercem, s herectví začal, až po roce 2006, kdy se jeho sestra Raini začala herectví věnovat.
V září roku 2009 byl obsazen do role Mannyho Delgada v sitcomu televizní stanice ABC s názvem Taková moderní rodinka. S obsazením seriálu vyhrál Cenu Sdružení filmových a televizních herců v kategorii Nejlepší obsazení v komediálním seriálu (2011, 2012).
V roce 2012 byla publikovaná jeho kniha Reel Life Lessons...So Far.

## Filmografie
| Rok       | Název                                          | Role                        | Poznámky                           |
| --------- | ---------------------------------------------- | --------------------------- | ---------------------------------- |
| 2006–2007 | Jimmy Kimmel Live!                             | Dítě se zmrzlinou (šprýmař) | 10 dílů                            |
| 2007      | Cory in the House                              | Rico                        | 2 díly                             |
| 2007      | V dobrém i ve zlém                             | Dítě                        | díl: „The Coffee Maker“            |
| 2007      | Pohotovost                                     | James                       | díl: „Crisis of Conscience“        |
| 2007      | Plastická chirurgie s. r. o.                   | Dítě                        | díl: „Duke Collins“                |
| 2007      | iCarly                                         | Kluk na koni                | díl: „iRue the Day“                |
| 2008      | Jmenuju se Earl                                | Dítě                        | díl: „Girl Earl“                   |
| 2009      | Námořní vyšetřovací služba                     | Travis Buckley              | díl: „HIke and Seek“               |
| 2009–2020 | Taková moderní rodinka                         | Manny Delgado               | Hlavní role                        |
| 2011      | Kick Buttowski: Suburban Daredevil             | Luigi Vendetta (hlas)       | díl: „Hand in Hand/Luigi Vendetta“ |
| 2011      | Hodně štěstí, Charlie                          | Leo                         | díl: „The Bob Duncan Experience“   |
| 2012      | R.L. Stine's The Haunting Hour                 | Chi                         | díl: „The Weeping Woman“           |
| 2012      | Norman                                         | Linus van Pelt (hlas)       | díl: „Frankewinnie/PraMorgan“      |
| 2014      | Cyberchase                                     | Ollie (hlas)                | díl:                               |
| 2015      | Jake a piráti ze Země Nezemě                   | Snow-Foot (hlas)            | díl: „The Legendary Snow-Foot“     |
| 2015      | Austin a Ally                                  | Benny                       | díl: „Burdens and Bynado“          |
| 2016      | Nickelodeon's Ultimate Halloween Haunted House | Sám sebe                    | TV speciál                         |
| 2016      | Chopped Junior                                 | Sám sebe / porotce          | díl: „Quail Quest“                 |
| 2016      | Victor and Valentino                           | Valentino (hlas)            | neprodaný televizní pilotní díl    |
| 2018–2019 | Lví hlídka                                     | Raha (hlas)                 | 2 díly                             |
| 2018      | Double Dare                                    | Sám sebe                    | díl: „Team Rico vs. Team Raini“    |

| Rok  | Název                   | Role           | Poznámky           |
| ---- | ----------------------- | -------------- | ------------------ |
| 2007 | Velkej biják            | Chanchito      | Nekreditovaná role |
| 2007 | Parker                  | Dítě na hřišti | krátký film        |
| 2008 | Babysitters Beware      | Marco          |                    |
| 2009 | Den naruby              | Dítě           |                    |
| 2011 | Mupeti                  | Sám sebe       | cameo              |
| 2015 | El Americano: The Movie | Cuco (hlas)    |                    |

## Ocenění a nominace
| Rok  | Ocenění                                     | Kategorie                                                                | Práce                   | Výsledek  |
| ---- | ------------------------------------------- | ------------------------------------------------------------------------ | ----------------------- | --------- |
| 2009 | Cena Sdružení filmových a televizních herců | Nejlepší seriálové obsazení (komedie)                                    | Taková normální rodinka | vítězství |
| 2010 | Imagen Awards                               | Nejlepší mužský herecký výkon ve vedlejší roli – televize                | Taková normální rodinka | nominace  |
| 2010 | Young Artist Award                          | Nejlepší obsazení TV seriálu (společně s Nolanem Gouldem a Ariel Winter) | Taková normální rodinka | vítězství |
| 2010 | Cena Sdružení filmových a televizních herců | Nejlepší seriálové obsazení (komedie)                                    | Taková normální rodinka | vítězství |
| 2010 | Teen Choice Awards                          | Průlomový herec                                                          | Taková normální rodinka | nominace  |
| 2011 | ALMA Awards                                 | Nejoblíbenější seriálový herec ve vedlejší roli (komedie)                | Taková normální rodinka | vítězství |
| 2011 | Young Artist Award                          | Nejlepší obsazení TV seriálu (společně s Nolanem Gouldem a Ariel Winter) | Taková normální rodinka | nominace  |
| 2011 | Cena Sdružení filmových a televizních herců | Nejlepší seriálové obsazení (komedie)                                    | Taková normální rodinka | vítězství |
| 2011 | Teen Choice Award                           | Televizní zloděj scén                                                    | Taková normální rodinka | nominace  |
| 2012 | ALMA Awards                                 | Nejoblíbenější seriálový herec ve vedlejší roli (komedie)                | Taková normální rodinka | vítězství |
| 2012 | Cena Sdružení filmových a televizních herců | Nejlepší seriálové obsazení (komedie)                                    | Taková normální rodinka | vítězství |
| 2013 | Cena Sdružení filmových a televizních herců | Nejlepší seriálové obsazení (komedie)                                    | Taková normální rodinka | vítězství |
| 2013 | Teen Choice Award                           | Zloděj scén                                                              | Taková normální rodinka | nominace  |
| 2014 | Cena Sdružení filmových a televizních herců | Nejlepší seriálové obsazení (komedie)                                    | Taková normální rodinka | nominace  |
| 2015 | Imagen Award                                | Nejlepší mladý herec – televize                                          | Taková normální rodinka | vítězství |
| 2016 | Imagen Award                                | Nejlepší mužský herecký výkon ve vedlejší roli – televize                | Taková normální rodinka | nominace  |
| 2016 | Kid's Choice Awards                         | Nejoblíbenější seriálový herec                                           | Taková normální rodinka | nominace  |
| 2016 | Cena Sdružení filmových a televizních herců | Nejlepší seriálové obsazení (komedie)                                    | Taková normální rodinka | nominace  |
| 2017 | Cena Sdružení filmových a televizních herců | Nejlepší seriálové obsazení (komedie)                                    | Taková normální rodinka | nominace  |
| 2018 | Teen Choice Awards                          | Nejoblíbenější seriálový herec (komedie)                                 | Taková normální rodinka | nominace  |